# Зеленская, Ольга Александровна
О́льга Алекса́ндровна Зеле́нская (1901, Москва — 1977, Черкизово, Московская область) — советский агроном
.

## Биография
Родилась в Москве в 1901 году. Окончив среднюю школу, она поступает в Сельскохозяйственную академию им. К.А. Тимирязева, которую оканчивает в 1924 году. С 1924 по 1928 год она работает участковым агрономом, а с 1924 по 1931 год специалистом по овощеводству в Наркоземе Узбекистана. В 1928 году вышла замуж за П.А. Денисова. В 1934 году возвращается в Москву на работу в Научно-исследовательский институт овощного хозяйства. В апреле 1938 года переходит на работу в колхоз им. Кагановича в село Черкизово Мытищинского района на должность главного агронома. С 1950 года назначается председателем колхоза, назвавшегося теперь им. Сталина, проработав в этой должности до 1960 года. В 1960 году после реорганизации колхоза в совхоз им. Тимирязева назначается его директором. С мая 1960 года она, будучи персональным пенсионером республиканского значения, переходит работать агрономом по кормопроизводству. Самоотверженный труд Ольги Александровны Зеленской отмечен орденами Трудового Красного Знамени и Знаком Почёта, медалями. Являясь депутатом Московского областного и Черкизовского сельского Советов депутатов трудящихся. Умерла в 1977 году.
В 1977 году 2-я Колхозная улица посёлка Черкизово была переименована в Ольги Зеленской, на доме №15 (сгорел в 2008) установлена мемориальная доска.

## Пётр Андреевич Денисов
Муж Ольги Александровны, Денисов Пётр Андреевич родился 31 июля 1900 года в Москве. 2 октября 1928 года зарегистрирован брак с Ольгой Зеленской. Работал Главным гидротехником Всесоюзного проектного института «Теплоэлектропроект».